# Sergeant Stubby
Sergeant Stubby (1916 of 1917 – 16 maart 1926) is de meest gedecoreerde hond uit de Eerste Wereldoorlog en is tijdens de oorlog gepromoveerd tot sergeant.

## Biografie
Stubby, een pitbull terriër of bostonterriër kruising, werd in 1917 door John Robert Conroy gevonden op de campus van de Yale-universiteit. Conroy leerde Stubby marcheren en het geven van een soort van een saluut. Wanneer Conroy op transport werd gezet richting het front in Frankrijk, smokkelde hij Stubby mee aan de SS Minnesota.
Stubby ging op deze wijze mee met de 102e infanterie van de 26e (Yankee) divisie en betrad bij Chemin des Dames het front. Hij maakte in de Franse loopgraven achttien maanden lang gevechten mee, waaronder vier aanvallen en 17 veldslagen. Tijdens een aanval richting Seicheprey in april 1918 raakte Stubby gewond aan zijn voorpoot door Duitse handgranaten. Na een revalidatieperiode in de achterhoede, werd Stubby teruggebracht naar het oorlogsfront.
In de loopgraven was Stubby zeer bruikbaar. Hij herkende vroeg gifgasaanvallen, lokaliseerde gewonden in niemandsland en waarschuwde voor artilleriebeschietingen, omdat hij die eerder hoorde dan mensen. Stubby was ook verantwoordelijk voor het vinden van een Duitse spion in Argonne. Na de verovering van Château-Thierry door Amerikaanse troepen, werd door de lokale bevolking een soort van jasje aan Stubby geschonken. Hier kon hij zijn medailles aan ophangen.

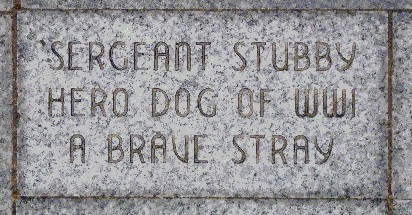
Stubby's naam in het Liberty Memorial, Kansas City.

Na de oorlog werd Stubby een beroemdheid in Amerika en marcheerde hij mee met diverse parades. Hij ontmoette onder andere de presidenten Woodrow Wilson, Calvin Coolidge, en Warren G. Harding. Vanaf 1921 werd hij de mascotte van de 'Georgetown Hoyas', het atletiekteam van de Universiteit van Georgetown. In 1926 overleed Stubby in de armen van Conroy. Stubby kreeg een eigen steen in het Liberty Memorial in Kansas City, het Amerikaanse monument van de Eerste Wereldoorlog.